# كريستال سبرينغز
كريستال سبيرينغز (بالإنجليزية: Crystal Springs)‏ هي مدينة في مقاطعة كوباياه، ميسيسيبي، الولايات المتحدة الأمريكية. بلغعدد السكان 5,873 في تعداد عام 2000. وهي جزء من منطقة جاكسون العمرانية الإحصائية.

## الجغرافيا
تقع كريستال سبرينغز في (31.987973، -90.356562) .
وفقا لمكتب تعداد الولايات المتحدة، المدينة بديها مساحة إجمالية قدرها 5.4 ميل مربع (14 km2)، ومنها، 5.4 أميال مربعة (14 km2) من اليابسة و 0.1 ميل مربع (0.26 km2) من الماء (0.92٪).

## أعلام
- بروس إم. بيلي
- جورج كينارد
- لاري غرانثام
- بات هاريسون
- مالكوم تايلور